# Clássica de Loire-Atlantique
A Clássica de Loire-Atlantique é uma prova de ciclismo de um dia francesa que se disputa no departamento de Loire-Atlantique.
Criou-se em 2000 como corrida amador até que em 2003 e 2004 foi de categoria 1.5 (última categoria do profissionalismo). Com a criação dos Circuitos Continentais da UCI em 2005 passou a fazer parte do UCI Europe Tour, dentro da categoria 1.2 (igualmente última categoria do profissionalismo) mas em 2011 subiu a categoria 1.1.
Tem tido diferentes percursos, assim até edição de 2005 se desenvolveu ao redor de Basse-Goulaine para passar, em 2006 e 2007, a disputar sobre um percurso de 182,5 km entre Basse-Goulaine e La Haie-Fouassière. Desde 2008, a prova em linha substituiu-se por um circuito ao redor de La Haie-Fouassière.

## Palmarés
| Ano                     | Vencedor              | Segundo                 | Terceiro           |           |
| ----------------------- | --------------------- | ----------------------- | ------------------ | --------- |
| (edições amador)        |                       |                         |                    |           |
| 2000                    | Frédéric Delalande    | Emmanuel Mallet         | Gilles Canouet     |           |
| 2001                    | Nicolas L'Hôte        | Erki Pütsep             | Jonathan Dayus     |           |
| 2002                    | Rune Jogert           | Ludovic Rousselot       | Lloyd Mondory      |           |
| (edições profissionais) |                       |                         |                    |           |
| 2003                    | Thomas Voeckler       | Anthony Charteau        | Sébastien Hinault  |           |
| 2004                    | Erki Pütsep           | Denis Robin             | Franck Pencolé     |           |
| 2005                    | José Alberto Martínez | Alberto Benito Guerrero | Alexandre Usov     |           |
| 2006                    | Sergey Kolesnikov     | Noan Lelarge            | Mathieu Drujon     |           |
| 2007                    | Nicolas Jalabert      | Yuri Trofimov           | Piotr Zieliński    |           |
| 2008                    | Mikel Gaztañaga       | Jimmy Casper            | Frédéric Finot     |           |
| 2009                    | Cyril Bessy           | Michael Reihs           | David Le Lay       |           |
| 2010                    | Laurent Mangel        | Renaud Dion             | Pierrick Fédrigo   |           |
| 2011                    | Lieuwe Westra         | Bert Scheirlinckx       | Yohan Cauquil      |           |
| 2012                    | Florian Vachon        | Mirko Selvaggi          | Sébastien Delfosse |           |
| 2013                    | Edwig Cammaerts       | Yauheni Hutarovich      | Laurent Pichon     |           |
| 2014                    | Alexis Gougeard       | Kenneth Vanbilsen       | Wesley Kreder      |           |
| 2015                    | Alexis Gougeard       | Marco Marcato           | Anthony Delaplace  |           |
| 2016                    | Anthony Turgis        | Loic Chetout            | Kévin Ledanois     |           |
| 2017                    | Laurent Pichon        | Thomas Boudat           | Hugo Hofstetter    |           |
| 2018                    | Rasmus Quaade         | Daniel Hoelgaard        | Armindo Fonseca    |           |
| 2019                    | Rudy Barbier          | Marc Sarreau            | Rory Townsend      |           |
| 2020                    | cancelado             | cancelado               | cancelado          | cancelado |
| 2021                    | Alan Riou             | Valentin Madouas        | Dorian Godon       |           |
| 2022                    | Anthony Perez         | Lewis Askey             | Matis Louvel       |           |
| 2023                    | Axel Zingle           | Laurence Pithie         | Maikel Zijlaard    |           |
| 2024                    | Paul Lapeira          | Tom Van Asbroeck        | Emmanuel Morin     |           |
| 2025                    | cancelado             | cancelado               | cancelado          | cancelado |

## Palmarés por países
| País          | Vitórias |
| ------------- | -------- |
| França        | 15       |
| Espanha       | 2        |
| Bélgica       | 1        |
| Noruega       | 1        |
| Estónia       | 1        |
| Rússia        | 1        |
| Países Baixos | 1        |
| Dinamarca     | 1        |